# 高敬德
高敬德（1956年7月4日—），男，汉族，中华人民共和国企业家、政治人物，香港新恒基集团总裁，香港中华文化总会会长，第八、九、十、十一、十二、十三届全国政协委员。

## 生平
2008年，当选第十一届全国政协委员，代表特邀香港人士，分入第五十二组。并担任教科文卫体委员会副主任。2018年1月，当选第十三届全国政协委员。

### 旗下香港中華文化總會被揭發手持體演文出界324票
由高敬德擔任會長的香港中華文化總會，於2016年被泛民主派媒體揭發，在體育、演藝、文化及出版界功能界別(體演文出界)至少有188張團體選民票，意味着單單是香港中華文化總會一派系，已佔去該界別6.4%的選民。部分屬會在選民登記冊的報稱會址，不少是一些私人公司的辦公室。有公司職員受訪時表明，與有關團體完全無關；亦有公司表示剛剛遷入，未曾聽過有關團體選民。至2020年6月，該會再被揭發，至少在體演文出界有 324 票，近整個界別8%的選票。

### 支持香港國家安全法
2020年5月尾，他曾參與支持《香港國家安全法》的聯署（不過，文藝界有關聯署其後被揭發造假，張寶華、蔣志光、大S、李巧靈矢口否認參與造假聯署，陳汝騫於2019年離世）。